# Ретт и Линк
Rhett and Link — дуэт американских комиков, состоящий из Ретта Джеймса МакЛафлина и Чарльза Линкольна «Линка» Нила. Они приобрели известность в основном благодаря созданным ими «вирусным» видео и малобюджетной рекламе компаний по всем США.
Свои работы они выкладывают в интернете на нескольких каналах на YouTube, основной из которых — Rhett and Link — имеет более четырех миллионов подписчиков и более 900 миллионов просмотров, а второй — Good Mythical Morning — более семнадцати миллионов подписчиков и 7 миллиардов просмотров (март 2021 года).

## Ранние годы
Ретт и Линк встретились в городке Бис Крик в штате Северная Каролина в первом классе местной школы (в 1985 году). С того самого времени они были и остаются лучшими друзьями. Они даже написали песню о своей встрече. А учительницу, которая вела их первый класс, они разыскали спустя много лет и сняли фильм о своих поисках — «Looking for Ms. Locklear» (рус. «Поиски миссис Локлеар»).
В 14 лет Ретт и Линк написали сценарий к задуманному ими фильму «Gutless Wonders» (рус. «Безвольные чудеса»), который они намеревались впоследствии снять, однако ими было снято всего несколько сцен, и работа так и не была закончена. В 1994 году в старшей школе они сняли 25-минутное видео-пародию на историю про царя Эдипа, в котором Ретт сыграл Эдипа, а Линк — слугу его отца.
Также в старшей школе, а впоследствии и в институте Ретт входил в сборную по баскетболу (отчасти из-за своего роста, который составляет 6 футов 7 дюймов, что равняется двум метрам). Линк не очень любил участвовать в спортивных соревнованиях, поэтому был лишь запасным игроком в школьной футбольной команде.
После школы они оба поступили в Университет штата Северная Каролина и поселились в одной комнате общежития. Оба учились на инженеров. Линк по специальности промышленная инженерия, а Ретт по специальности строительная инженерия. Они продолжали снимать и монтировать малобюджетные любительские видео, в основном в качестве хобби.
В 1999 году Линк во время катания на сноуборде в городе Бун, Северная Каролина получил травму и потерял память на 8 часов, а Ретт записал это как историю под названием «The Tragedy» (рус. «Трагедия»).

## Интернет и реклама

### Веб-реклама
Ретт и Линк называют себя «Internetainers» (от слов Internet — «Интернет»; и Entertain — «развлекать»). Так как Ретт и Линк бросили работу инженеров через несколько лет после окончания института, видео — их единственный источник дохода. Их главный канал на YouTube является одним из самых просматриваемых каналов и приносит им сотни тысяч долларов в год. Они снимают интернет-рекламу, которую спонсируют такие компании как Алка-Зельтцер, McDonald's, Кока-Кола, Taco Bell, Sanyo, TV Guide, Hummer, Cadillac. Их первое спонсированное видео — песню «Cornhole Song» — они сделали для малоизвестного бренда AJJ Cornhole. Они также делали видео для не очень известных брендов Smule и iRESQ.
В январе 2008 Ретт и Линк работали как веб-корреспонденты на кинофестивале Сандэнс для IGotShotgun.com в сотрудничестве с Cadillac. Лето того же года они провели выпуская серию видео для Alka-Seltzer Great American Road Trip. Серия получила золотую награду в категории потребительских товаров на 2008 W3 Advertising Age Awards, а также была отмечена как одна из лучших онлайн-кампаний на Adweek-2008 Buzz Awards. Серия также взяла два золота (Best Campaign, Best Single) и Craft Award (Music) на 2009 Bessies.
Также в 2008 Ретт и Линк выпустили серию видео «Seaborne & Roach», спонсированную сайтом spyassociates.com, и серию «Surrogate Sharers» в качестве рекламы конфеты Starburst.
С 2009 Ретт и Линк начали создавать ряд очень популярных бесплатных местных рекламных роликов для предприятий по всей территории США — веб-серии «I Love Local Commercials», спонсированные компанией Microbilt. Сначала они сделали рекламных ролики для 3 бизнесов, расположенных в их родном штате Северная Каролина, — TDM Autosales, Bobby Denning Furniture и Redhouse Furniture. Все они стали мгновенно популярны на YouTube, и тогда Ретт и Линк предложили людям из интернета самостоятельно рекомендовать нетривиальные коммерческие предприятия, для которых было бы интересно снять вирусную рекламу. Успех рекламы от Ретта и Линка в интернете привлек внимание таких крупных рекламных изданий, как Advertising Age и Adweek. Их реклама также была отмечена на CNN, NPR, The New York Times, Forbes, и TMZ.com. Один из самых популярных роликов — реклама Cullman Liquidation Center, которая получила титул Best Local Commercial на 2010 Ad Age Viral Video Awards. В 2010 году Rhett and Link сняли рекламу Donut Prince по просьбе Джорджа Лопеса. Затем они появились в его шоу Lopez Tonight, где он назвал их «бесспорными мастерами плохой местной рекламы». Подобный успех веб-серии привел к созданию в 2011 году телевизионного шоу «Rhett & Link: Commercial Kings» (рус. Короли рекламы) на канале IFC.
В 2009 году Ретт и Линк выпустили «Fast Food Folk Song» как рекламу Taco Bell, и в 2010 это видео выиграло в конкурсе «Key of Awesome», и Ретт и Линк участвовали в одном из клипов группы Weezer.
В 2010 году Ретт и Линк создали stop-motion видео «T-shirt War» (рус. «Война футболок»), для создания которого они использовали 222 футболки с уникальным дизайном. Данное видео было снято в качестве рекламы сайта по печати футболок Rush T-shirts. Всего лишь через две недели после того, как видео было выложено в сеть, оно набрало около 2 миллионов просмотров на YouTube. По состоянию на апрель 2015 года количество просмотров ролика — 13 миллионов. «T-shirt War» выиграло в номинации «Best Online Promotion at the Apparel Industry 2010» по мнению Spirit Awards. После такого успешного видео Ретт и Линк заключили контракт с McDonald's и Кока-Колой на создание телевизионной рекламы на тему «T-shirt War». Эта реклама была также выложена на YouTube как видео под названием «T-shirt War 2» и набрала 1 миллион просмотров за 2 недели.
Также в 2010 году Ретт и Линк сняли веб-рекламу для сайта SleepBetter.org — «2 guys 600 pillows». Видео с рекламой вошло в Топ-10 Талантливых Веб-видео 2010 года по версии журнала Time Magazine, а в 2011 году завоевало две награды Webby в категориях: Лучший монтаж и Выбор зрителей. После такого успеха рекламы SleepBetter.org продолжили сотрудничать с Реттом и Линком, и в ноябре 2012 года они выпустили очередную веб-рекламу «Sleep Tight».
В 2011 году для одной из серий «Commercial Kings» Ретт и Линк сделали рекламу «Ojai Valley Taxidermy» — студии таксидермии, обладателем которой является Чак Теста. После показа этой серии в эфире, Чак Теста загрузил видео с рекламой на свой канал на YouTube. Оно сразу стало популярным (количество просмотров превышает 13 миллионов — январь 2013), а фраза из видео «Nope! Chuck Testa» (рус. Нет! Это Чак Теста) стала Интернет-мемом. Фраза была включена в Топ-10 Интернет-мемов журнала Time Magazine, как часть Топ-списка лучшего в 2011 году.
В 2012 году Ретт и Линк были поставлены на 22 место в списке «25 Самых Креативных Людей в Рекламе» по мнению Businessinsider.com
В сентябре 2012 года Ретт и Линк присоединились к медиакомпании Collective, так как, по их словам, им уже становится сложно вдвоём создавать конкуренцию на YouTube.

### «Mythical Road Trip»
В апреле 2011 года Rhett an Link со своими семьями переехали из Северной Каролины в Калифорнию, так как в Лос-Анджелесе начинало сниматься шоу «Rhett & Link: Commercial Kings». Это событие было названо Mythical Road Trip (рус. Мифическое путешествие), потому что фанаты Rhett and Link называют себя Mythical Beasts (рус. Мифические звери). Rhett and Link путешествовали на фургоне и за 6 дней преодолели расстояние от города Фьюквей-Варина до Лос-Анджелеса. Кроме видеоблогов, которые они снимали на протяжении всей поездки, на обоих каналах на YouTube выложены видео со встреч Rhett and Link с фанатами, которые происходили на каждой остановке по дороге и были заранее распланированы. Каждый, кто приходил на встречу, приносил с собой «кусочек Америки», маленькую вещицу, которая как он считал, является олицетворением Америки.

### «The Mythical Show»
25 апреля 2013 Ретт и Линк выпустили шоу в совершенно новом для YouTube формате — это 30-минутное шоу, состоящее из различных сегментов — музыкальных сегментов, скетчей и т. д. Также в течение съемок Ретт и Линк выпустили несколько эпизодов низкобюджетной рекламы, некоторые из которых стали вирусными видео на YouTube. Шоу выходило каждый четверг на канале rhettandlink2 в 17:00 по североамериканскому восточному времени 12 июля, 2013 вышел последний, 12 эпизод этого шоу.

### «Ear Biscuits»
Еженедельный аудио-подкаст Ретта и Линка, выходящий каждую пятницу на ресурсах SoundCloud, Stitcher и iTunes. Гостями их подкастов становятся известные ютуберы, которых они интервьюируют на самые разнообразные темы. Среди их гостей уже были такие известные интернет-персоны, как Пьюдипай, Nice Peter, Smosh и др. На данный момент (03.04.2015) опубликовано 63 выпуска «Ear Biscuits».

### Остальные проекты
В 2007 году Rhett and Link выпустили серию видео под названием «Viral Boom» — 24 коротких «вирусных» видео, снятых за 24 часа.
Помимо главного канала на YouTube у Ретта и Линка есть второй канал — rhettandlink2, который уже в несколько раз успел обогнать их главный канал по количеству подписчиков. Изначально второй канал был создан для ведения видеоблогов, но затем был переквалифицирован в канал для шоу под названием «Good Mythical Morning» (рус. «Доброе мифическое утро»).

## Ежедневное утреннее шоу
| Сезоны | Сезоны                    | Эпизоды | Премьера сезона | Финал сезона    |
| ------ | ------------------------- | ------- | --------------- | --------------- |
|        | Good Morning Chia Lincoln | 40      | 3 января 2011   | 28 февраля 2011 |
|        | GMM Сезон 1               | 129     | 9 января 2012   | 6 июля 2012     |
|        | GMM Сезон 2               | 84      | 6 августа 2012  | 30 ноября 2012  |
|        | GMM Сезон 3               | 59      | 14 января 2013  | 5 апреля 2013   |
|        | GMM Сезон 4               | 78      | 3 сентября 2013 | 20 декабря 2013 |
|        | GMM Сезон 5               | 127     | 8 января 2014   | 4 июля 2014     |
|        | GMM Сезон 6               | 114     | 14 июля 2014    | 19 декабря 2014 |
|        | GMM Сезон 7               | 135     | 12 января 2015  | 17 июля 2015    |
|        | GMM Сезон 8               |         | 10 августа 2015 |                 |

### «Good Morning Chia Lincoln»
3 января 2011 года Ретт и Линк загрузили на канал rhettandlink2 первый эпизод утреннего ток-шоу «Good Morning Chia Lincoln» (рус. «Доброе утро, Чиа Линкольн»), которое продолжалось до 28 февраля того же года. Начало этого шоу связано с тем, что на Рождество 2010 года Линку подарили фигурку под названием «Chia Lincoln» — бюст президента Авраама Линкольна, на голове которого можно было выращивать Чиа, чем и занялись Ретт и Линк, одновременно сделав «Chia Lincoln» талисманом нового шоу. «Good Morning Chia Lincoln» состоит из 40 эпизодов, которые выпускались по будним дням и в которых Rhett and Link сидят за столом со стоящим в центре «Chia Lincoln» и просто разговаривают, как правило, обсуждая новости или истории из собственной жизни. Шоу было отменено из-за смерти Чиа на Линкольне и переезда Ретта и Линка из города Фьюквей-Варина, Северная Каролина, в котором находилась их студия, в Лос-Анджелес, Калифорния.

### «Good Mythical Morning»
Так как шоу «Good Morning Chia Lincoln» имело достаточно большую популярность, Ретт и Линк решили выпустить новое утреннее ток-шоу под названием «Good Mythical Morning». Формат шоу остался прежним, но «Chia Lincoln» был заменен на крутящееся колесо «The Wheel of Mythicality» (рус. Колесо Мифичности). Оно используется, чтобы определить, как Ретт и Линк закончат очередной эпизод шоу. «Good Mythical Morning» также загружается на YouTube на канал rhettandlink2 по будням. Первый сезон шоу продолжался с 9 января по 6 июля 2012 года (129 эпизодов).
После первого сезона они сделали небольшой перерыв, во время которого выпускали видео-серию под названием «Rhett and Link Vault», в которой рассказывали истории создания своих старых видео.
Второй сезон шоу начался 6 августа. Основное различие между сезонами — смена заставки и несколько незначительных изменений в «The Weel of Mythicality» (на нём появились секретные места, закрытые красными, синими и черными бумажками, при этом Ретт и Линк не знали, какое задание на конец эпизода придумал их оператор Джейсон). Также в начале второго сезона Ретт и Линк каждую неделю читали сценарий «Gutless Wonders», написанный ими в 14-летнем возрасте. Затем каждый четверг они устраивали день прочтения писем от фанатов и в тот же день показывали эпизод «Time Rangerers» — мини-серии, в которых куклы в виде Ретта и Линка путешествуют во времени. Сезон 2 закончился 30 ноября 2012 года, было выпущено 83 эпизода.
В январе 2013 серии «Good Mythical Morning» была присуждена награда International Academy of Web Television в категории Best Variety Series.
В том же месяце начался 3 сезон шоу, который продлился до марта и состоял из 63 эпизодов. В течение этого времени Ретт и Линк переехали в другую студию и наняли команду для съемок своего нового проекта — «The Mythical Show» (рус. «Мифическое Шоу»)
3 сентября 2013 года Ретт и Линк приступили к съёмкам 4 сезона «Good Mythical Morning», отсняв 78 эпизодов. Постепенно шоу набирало всё большую и большую популярность, и в январе 2015 года количество подписчиков второго канала Ретта и Линка достигло 6 млн человек. На данный момент (апрель 2015) осуществляются съёмки 7-го сезона шоу.
Начиная с 4 сезона, Ретт и Линк создали ещё один канал на YouTube под названием «Good Mythical More». Туда они выкладывают то, что остаётся за кадром шоу «Good Mythical Morning». В основном, на этих видео они либо продолжают беседовать по теме эпизода GMM, либо рассказывают истории из своей жизни, либо едят гостинцы, присланные им фанатами со всех уголков Земли.

## Музыка
Одним из основных направлений деятельности Ретт и Линк являются музыкальные видео — они придумывают комедийные песни и снимают на них клипы. В целом они написали более 100 собственных песен.
В 2007 году Ретт и Линк приняли участие в конкурсе компании «TurboTax» на самую лучшую рэп — рекламу и заняли 3-е место, получив 1000 долларов. После объявления результатов они записали новый рэп в адрес победителя, высказав ему, что он не достоин быть первым. Он также записал видео-ответ, но последнее слово осталось за Реттом и Линком.
Первое музыкальное видео (2006), выложенное на главном канале YouTube — Unibrow Song, но сама песня была записана гораздо раньше и была включена в альбом «Just Mail Us the Grammy». Ретт и Линк выпустили несколько альбомов самостоятельно, а затем в сотрудничестве с DFTBA Records.

### Альбомы
- Just Mail Us the Grammy (2001)
- I’m Sorry, What Was That? (Live in the Living Room) (2005)
- Websongs Vol. 1 (2008)
- Secret Songs (2009, сначала был доступен только для победителей конкурса «Kommunity Building Exercises»)
- Up To This Point (2009, DFTBA Records)
- B-Sides (2009)

(Альбомы «Up To This Point», «Websongs Vol. 1» и «I’m Sorry, What Was That?» выложены в iTunes Store.)

### Синглы
- Epic Rap Battle — Single (2010, DFTBA Records)
- My Favorite Pillow (2010, DFTBA Records)
- Squirrel Rights — Single (2010, DFTBA Records)

### Song Biscuits
Song Biscuits — рубрика еженедельного подкаста Ear Biscuits, которая выходит каждую субботу на втором канале Ретта и Линка. Совместно с приглашёнными гостями Ретт и Линк сочиняют песни по предложениям подписчиков из Твиттера.
На данный момент было выпущено восемь песен:
- The Bubble Bullets Song
- The Alien Curse Words Song
- The Lost Teeth Song
- The Burrito Song
- The Flightless Bird Song
- The 10 Second Rule Song
- The Five Nights at Freddy’s Song
- The Craigslist Couch Song

## Фильмы и телевидение

### Фильмы
В 2005 году Ретт и Линк сняли короткометражный фильм «One Man’s Trash» (рус. Мусор одного человека) — комедия про «путешествия» мусора, только что написанной песни и танцующего Санты, которые находят дорогу через мусор в сердца новых, ценящих хозяев. Фильм победил в номинации Best North Carolina Comedy на All-American Film Festival 2007 и был номинирован на Carborro Film Festival, Southern Fried Flicks Film Festival, Lake County Film Festival и the Carolina Film and Video Festival.
В 2006 году Ретт и Линк начали работу над документальным фильмом о поисках их первого учителя, миссис Локлеар, «Looking for Ms. Locklear». Фильм был выпущен в 2008 году и получил премию Southern Lens Award от общественного телевидения Южной Каролины, что привело к показу фильма на PBS в Южной Каролине. Фильм также получил приз зрительских симпатий на ACE Film Festival и Secret City Film Festival и занял второе место среди документальных фильмов на Secret City Film Festival. Также был номинирован на Real to Reel Film Festival, the Landlocked Film Festival, the Hot Springs Documentary Film Festival, BendFilm Festival, Asheville Film Festival и Cucalorus Film Festival. В сентябре 2009 года Rhett and Link выпустили «Looking for Ms. Locklear» на DVD.
В 2009—2010 Ретт и Линк делали музыкальные сегменты для серии «What’s in the Bible».

### Телевидение
Ретт и Линк — одни из первых «людей из интернета» которые смогли перенести интернет-реалии в телевидение. В 2007, вместе со Stevie Ryan и Joy Leslie, Ретт и Линк вели теле-серию «Online Nation», шоу, в котором обсуждались наиболее популярные вирусные видео. Несмотря на то, что первый эпизод шоу посмотрел 1 миллион человек, шоу было отменено после показа четырёх эпизодов. Как ведущие шоу, Ретт и Линк сразу выпустили видео об этом.
В 2009 году Ретт и Линк работали как музыкальные корреспонденты для теле-серий Brink на канале Science Channel. Для шоу они создали 3 песни — «My Robot Girlfriend», «Space Junk» и «The SETI Song».
В 2010 году Ретт и Линк появились на шоу Lopez Tonight, где была показана реклама, которую они сделали для ведущего шоу, Джорджа Лопеса. Ретт и Линк рассказали, как они сделали рекламу, а потом вызвались быть на подтанцовке до конца эпизода шоу. Также они появлялись на шоу Last Call with Carson Dal, Conan и Leno.
В 2011 году на канале IFC вышло шоу «Rhett and Link: Commercial Kings», в котором показано, как Ретт и Линк путешествуют по стране, делая рекламу для маленьких местных бизнес-организаций. Шоу состоит из 10 эпизодов, в каждом из которых они помогают локальному бизнесу, выбранному как часть веб-серии ILoveLocalCommercials, стать известными по всей стране, при этом затратив минимальное количество ресурсов — только собственный талант и помощь работников фирмы.
В 2012 Ретт и Линк появились в 7 сезоне шоу America’s Got Talent с номером «Dope Zebra» время отборочного тура в Лос-Анджелесе, но они быстро получили 3 отказа от жюри и не прошли во 2 тур. Их, точнее, зебру и часть тела Линка, показали в течение 2 секунд на монтаже всех участников. Ретт и Линк затем сказали, что они даже и не рассчитывали пройти.